# SV Börnsen
Der SV Börnsen (offiziell: Sportverein Börnsen von 1948 e.V.) ist ein Sportverein aus Börnsen im Kreis Herzogtum Lauenburg. Die erste Fußballmannschaft nahm einmal am DFB-Pokal teil.

## Geschichte
Der Verein wurde am 15. August 1948 gegründet. Obwohl Börnsen zu Schleswig-Holstein gehört, spielen die Mannschaften des Vereins im Bereich des Hamburger Fußball-Verbandes mit. Nach vielen Jahrzehnten in unteren Spielklassen gelang im Jahre 1977 der Aufstieg in die Landesliga Hamburg. 1978 qualifizierte sich das Team für den DFB-Pokal und verlor in der ersten Runde beim SV Chio Waldhof aus Mannheim deutlich mit 0:5. Ein Jahr später wurden die Börnsener Vizemeister hinter dem Harburger TB 1865 und stiegen nach einem 4:0-Entscheidungsspielsieg über Viktoria Wilhelmsburg in die Verbandsliga Hamburg auf.
Es folgte der direkte Wiederabstieg. In der folgenden Saison 1980/81 wurden die Börnsener Vizemeister hinter dem VfL Geesthacht und besiegten im Entscheidungsspiel den Eimsbütteler TV mit 3:0. Da der Verbandsligist SC Urania Hamburg den Aufstieg in die Oberliga Nord verpasste war für Börnsen der Sieg bedeutungslos. Ein Jahr später kehrte der Verein in die Verbandsliga zurück und wurde auf Anhieb Dritter. Doch schon in der folgenden Spielzeit 1983/84 ging es wieder runter in die Landesliga. Durch ein 4:2 im Entscheidungsspiel gegen den Harburger TB 1865 gelang zwar der direkte Wiederaufstieg, ehe 1987 der erneute Abstieg aus dem Hamburger Amateuroberhaus folgte. Drei Jahre später folgte der Abstieg in die Bezirksliga.
Im Jahre 1994 kehrte der Verein in die Landesliga zurück und schaffte in der folgenden Spielzeit den Durchmarsch in die Verbandsliga. Aus dieser stieg der Verein 1998 ab und hatte zwei Jahre später die erneute Chance, sich für den DFB-Pokal zu qualifizieren. Doch das Endspiel um den Hamburger Pokal wurde gegen den TuS Dassendorf mit 1:5 verloren. Nach einem weiteren Abstieg im Jahre 2013 spielt der SV Börnsen in der Bezirksliga.

## Persönlichkeiten
- Saboor Khalili